# Classe Sovetskij Sojuz
La classe Sovetskij Sojuz (progetto 23 secondo la classificazione russa) era una classe di navi da battaglia progettate in Unione Sovietica negli anni trenta.
Inizialmente previste in ben quindici esemplari, il progetto venne in seguito ridimensionato e fu intrapresa la costruzione di sole quattro unità. Tuttavia, nessuna di queste venne ultimata.

## Sviluppo
Lo sviluppo delle navi da battaglia Sovietsky Soyuz risale agli anni trenta. Il progetto, inizialmente molto ambizioso, prevedeva la costruzione di ben quindici esemplari, da completare entro il 1947.
La costruzione della prima unità iniziò a San Pietroburgo il 15 luglio del 1938, seguita poi da altre tre. Tuttavia, la costruzione procedette con estrema lentezza. Inoltre, la minaccia di una guerra con la Germania nazista fece emergere nuove priorità per quanto riguarda gli armamenti. Per questo motivo, il programma venne cancellato e la costruzione delle ultime due unità fu interrotta il 19 ottobre 1940.
I lavori sui primi due esemplari continuarono fino al giugno del 1941, quando i tedeschi lanciarono l'Operazione Barbarossa. Alla fine della guerra, venne presa in considerazione una ripresa della costruzione di tali unità, sulla base di un progetto più moderno (secondo alcune fonti, si sarebbe chiamato progetto 24). Tuttavia, tutti i programmi in tal senso non ebbero alcun seguito, perché considerati troppo onerosi per le disastrate condizioni dell'economia sovietica del dopoguerra.
Quindi, la sola Sovietskij Sojuz venne varata, ma solo per liberare spazio nel cantiere. Gli altri tre esemplari vennero demoliti sullo scalo.
Si trattava di un progetto estremamente ambizioso e costoso, probabilmente eccessivo rispetto alle capacità cantieristiche sovietiche dell'epoca. Tuttavia, se tali unità fossero state completate, si sarebbe trattato delle più grandi navi da battaglia costruite in Europa, e sarebbero state seconde come dimensioni solo alle Yamato giapponesi.

## Tecnica ed armamento
Dal punto di vista tecnico, se le Sovietsky Soyuz fossero state ultimate si sarebbe trattato delle più grandi navi da battaglia mai costruite in Europa.
Le sue dimensioni erano le stesse delle Yamato giapponesi, anche se il dislocamento era inferiore. Le protezioni corazzate erano paragonabili a quelle delle migliori navi da battaglia occidentali.
La propulsione avrebbe dovuto essere assicurata da tre turbine a vapore, con una potenza unitaria di 67.000 hp (201.000 hp totali), che avrebbero dovuto spingere queste navi a 29 nodi.
L'armamento previsto era poderoso. I nove cannoni da 406mm avrebbero dovuto essere sistemati in tre torri trinate, mentre l'armamento secondario, composto da 12 pezzi da 152mm, doveva essere alloggiato in torrette binate.
La difesa antiaerea sarebbe stata garantita da 12 cannoni da 100mm e 40 da 37mm, sistemati in 10 impianti quadrinati.

## Le navi
Il piano iniziale prevedeva la costruzione di ben quindici unità, ma solo quattro vennero effettivamente iniziate e nessuna di queste fu portata a termine.
- Sovetskij Sojuz: iniziata il 15 luglio 1938 a Leningrado. Quando i lavori vennero quasi fermati, nel 1940, lo scafo era stato praticamente ultimato, i motori erano stati installati e le corazze erano state montate. Tuttavia, tra il 1941 ed il 1944, gran parte delle corazzature vennero rimosse per essere utilizzate sulla terraferma. La Sovietsky Soyuz venne varata nel 1949, in modo da liberare lo spazio nel cantiere, e demolita in seguito.
- Sovetskaya Ukraina: iniziata il 28 novembre 1938 a Mykolaïv. Al momento dell'invasione nazista, i lavori erano completi al 75%. Lo scafo venne parzialmente danneggiato dagli stessi sovietici poco prima della cattura della città da parte dei tedeschi. Questi ultimi, tuttavia, proseguirono la costruzione, anche se con estrema lentezza (non si trattava di un progetto prioritario). Quando si ritirarono, i tedeschi danneggiarono lo scafo e lo resero inutilizzabile. Venne demolito intorno al 1950.
- Sovetskaja Rossija: iniziata alla fine del 1939 a Severodvinsk (che all'epoca si chiamava Molotovsk). La costruzione fu interrotta il 19 ottobre 1940 e lo scafo venne demolito intorno al 1950.
- Sovietskaya Belorussiya: in costruzione a Severodvinsk. La costruzione fu interrotta il 19 ottobre 1940, e lo scafo venne demolito intorno al 1950.